# Totem (album)
Totem – dwunasty album studyjny zespołu muzycznego Soulfly, którego premierę wyznaczono na 5 sierpnia 2022 nakładem wytwórni muzycznej Nuclear Blast.

## Lista utworów
Opracowano na podstawie materiału źródłowego.
| Edycja podstawowa | Edycja podstawowa   | Edycja podstawowa |
| Nr                | Tytuł utworu        | Długość           |
| ----------------- | ------------------- | ----------------- |
| 1.                | „Superstition”      |                   |
| 2.                | „Scouring The Vile” |                   |
| 3.                | „Filth Upon Filth”  |                   |
| 4.                | „Rot In Pain”       |                   |
| 5.                | „The Damage Done”   |                   |
| 6.                | „Totem”             |                   |
| 7.                | „Ancestors”         |                   |
| 8.                | „Ecstasy Of Gold”   |                   |
| 9.                | „Soulfly XII”       |                   |
| 10.               | „Spirit Animal”     |                   |

## Twórcy
Opracowano na podstawie materiału źródłowego.
| Skład zespołu - Max Cavalera - wokal prowadzący, gitara rytmiczna, produkcja muzyczna - Zyon Cavalera - perkusja - Mike Leon - gitara basowa Dodatkowi muzycy - John Powers (Ethernal Champion) - asystent podczas nagrywania, udział gościnny - John Tardy (Obituary) - udział gościnny - Richie Cavalera (Incite) - udział gościnny, śpiew w utworze „Spirit Animal” - Chris Ulsh (Power Trip) - udział gościnny, solo w utworze „Spirit Animal” | Inni zaangażowani - John Aquilino, Arthur Rizk - nagrywanie - Arthur Rizk - produkcja muzyczna, partie gitary prowadzącej na całej płycie - James Bousema - oprawa graficzna |

## Opis
Album został zarejestrowany w Platinum Underground w Mesa (Arizona). Wobec odejście gitarzysty prowadzącego Marca Rizzo ze składu grupy braku stałego członka na tej pozycji, partie gitary prowadzącej na całym albumie nagrał Arthur Rizk, który wykonał także produkcję muzyczną.
Max Cavalera określił album jako celebrację duchowej natury oraz stanowi frajdę, radość oraz gniew w metalu. Materiał na płytę tworzył on swoim synem Zyonem, perkusistą grupy. Większość zawartości powstała w wyniku pracy ich obu. Następnie swój wkład miał producent Arthur Rizk. Finalnie kompozycje z płyty stanowią niejako biografię muzyczną Maxa Cavalery, jako że zawierają black metalu, death metalu, thrash metalu, groove metalu, przez co cały album jest zróżnicowany pod względem stylistycznym.
Według wypowiedzi Maxa Cavalery album został zainspirowany naturą i dotyczy jej czczenia przez niektórych. Obraz na okładce album przedstawia słup totemowy i różne uduchowione zwierzęta. Inspiracją były też tereny pustynne (obecne w Arizonie, gdzie od lat mieszka rodzina Cavalera) oraz leśne (grupa poznała je podczas koncertowania w Islandii i Norwegii). W warstwie tekstowej utwory dotyczą świata duchowego, aczkolwiek całość nie stanowi jednego tematu.
Słowa utworu „The Damage Done” odnoszą się do niszczenia środowiska Ziemi w formie wylesiania Amazonii. Tekst „Scouring The Vile” jest skierowany przeciw chorobom nowotworowym, na które zmarli znani liderowi Soulfly Chuck Schuldiner (Death) i Lars-Göran Petrov (Entombed), a zapadali na nią także członkowie jego rodziny. Liryki piosenki „Filth Upon Filth” odnoszą się do społeczeństwa. Piosenka „Superstition Mountains” została zainspirowana przez pasmo górskie o tej samej nazwie w Arizonie. Przed premierą płyty zaprezentowany teledysk z tekstem do tego utworu "Superstition" (autorzy: Aimed & Framed i Álvar Gómez Padilla).